# Castillo de Chapultepec
El Castillo de Chapultepec es un edificio ubicado en la primera sección del bosque de Chapultepec en la Ciudad de México, a 2325 metros sobre el nivel del mar. Tiene una superficie de 11.8 hectáreas y un diseño arquitectónico principalmente barroco y neoclásico.
Su origen se remonta al Virreinato de Nueva España, cuando los virreyes solían frecuentar Chapultepec como zona de descanso y recreación. Bernardo de Gálvez ordenó el inicio de su construcción el 16 de agosto de 1785, en cuyo diseño participaron Francisco Bambitelli y Manuel Agustín Mascaró. No obstante, quedó abandonado durante un par de décadas hasta su adquisición por el Ayuntamiento de México en 1806. Hasta entonces, la obra palaciega estaba rodeada de amplios muros de cimentación construidos de andesita. A principios de los años 1840 el Heroico Colegio Militar estableció su sede en el castillo, período durante el cual se construyó el torreón «Caballero Alto». Tuvo un significativo rol durante la batalla de Chapultepec como parte de la intervención estadounidense en México en 1847, al ser «el último bastión de la defensa» nacional, durante la cual sufrió daños considerables en su estructura. Miguel Miramón lo utilizó por primera vez como residencia presidencial a finales de los años 1850, hasta la segunda intervención francesa en México. Durante la transición imperial, Maximiliano de Habsburgo y su esposa Carlota habitaron el edificio «cautivados por las hermosas vistas del valle de México que se apreciaban desde el lugar», y llevaron a cabo una serie de adecuaciones inspiradas en el estilo rundbogenstil y neoclásico parisino, que le proporcionaron una simetría similar a la de los recintos burgueses europeos de esa época.
Tras la restauración de la república, varios presidentes continuaron usándolo como residencia gubernamental, entre los cuales se encuentran Sebastián Lerdo de Tejada, Porfirio Díaz, Francisco I. Madero, Venustiano Carranza y Plutarco Elías Calles. Si bien durante cada uno de sus mandatos se realizaron modificaciones al diseño original del recinto, sobresalen las obras realizadas por instrucción de Díaz, entre las cuales se incluyen la instalación de ascensores, la construcción de un boudoir privado y del corredor de vitrales que conforman la Galería de Emplomados, así como la remodelación de la «escalera de los leones» con mármol blanco y pasamanos de latón, y que sirve de acceso a la planta superior del edificio. Por decreto de Lázaro Cárdenas del Río, el 27 de septiembre de 1944 el Museo Nacional de Historia quedó establecido en el castillo, y desde entonces alberga más de cien mil objetos artísticos e históricos que forman parte del acervo cultural del país.
El también denominado «alcázar de Chapultepec» es visitado anualmente por más de un millón de personas en promedio, y es considerado como «un referente de la historia de México además de un espacio emblemático del paisaje de la capital del país», cuya finalidad es preservar «el sentido residencial que le otorgaron los gobernantes: sus recámaras y salones recrean ambientaciones de época que remiten a la vida cotidiana de quienes aquí vivieron». El Instituto Nacional de Antropología e Historia (INAH) está a cargo de su administración y conservación.

## Historia

### Antecedentes
La construcción del castillo de Chapultepec se remonta al año 1530, cuando Carlos I de España decretó al bosque de Chapultepec como propiedad de la Ciudad de México. Desde entonces, los virreyes de la Nueva España frecuentaron el lugar para pasear, descansar y cazar ciervos, liebres y conejos. Durante el mandato de Luis de Velasco y Ruiz de Alarcón se edificó un palacio en una de las laderas de Chapultepec que habría de servir durante el próximo par de siglos como sitio de alojamiento temporal para los virreyes antes de su arribo a la capital novohispana, aunque también habría de ser empleado para eventos de entretenimiento. Tras sufrir severos daños por la explosión de un polvorín cercano a mediados del siglo XVIII, el recinto quedó abandonado pese a una iniciativa de la Corona española para que fuese usado como la cárcel de la Acordada.

### Periodo virreinal (1783-1806)
A finales de 1783, y durante el ejercicio del virrey Matías de Gálvez y Gallardo, comenzó la construcción de una nueva casa de descanso en Chapultepec en una antigua ermita dedicada al Arcángel Miguel, a manera de reemplazo del anterior edificio, en cuyo diseño y planificación participaron los ingenieros Francisco Bambitelli y Manuel Agustín Mascaró, y que contó inicialmente con una subvención del Tribunal del Consulado. Si bien este proceso dio inicio el 16 de agosto de 1785 durante el mandato de su hijo, Bernardo de Gálvez, finalmente quedó inconcluso ese mismo año y se ordenó su subasta. Debido a la ausencia de compradores interesados y tras la muerte de Gálvez en 1786, el Consejo de Hacienda adquirió sus puertas, ventanas y cristales. Aunque se consideró usar el caserón como sede del Archivo General del Reino de la Nueva España en 1792 a partir de un diseño elaborado por Miguel Constanzó, finalmente el Ayuntamiento de México lo adquirió en 1806. Cabe mencionar que Alexander von Humboldt visitó el lugar en 1803 y protestó en su Ensayo político del Reino de la Nueva España contra la subasta del palacio de Chapultepec.

### Intervención estadounidense y guerra de Reforma (1833-1863)
El edificio permaneció abandonado y «muy deteriorado» hasta 1833, cuando quedó establecido como sede del Heroico Colegio Militar, cuya inauguración se llevó a cabo en 1843. Sobre esta elección, Manuel Gómez Pedraza opinó: «En esta clase de escuela no cabe la medianía, es preciso, aspirar a la perfección, cerca de la capital, hay un edificio, cuyo local convida para erigir un Liceo... que dé honor a la nación». Durante este período se construyó el torreón denominado «Caballero Alto» que le confirió al sitio un aspecto de fortaleza y que habría de influir en su clasificación como castillo. Cabe mencionar que en ese sitio anteriormente se habían erigido un templo prehispánico dedicado a Ehécatl así como una ermita en honor a Miguel Arcángel.
En 1839, tras una visita a Chapultepec, la cronista Frances Erskine Inglis realizó la siguiente descripción del castillo, al cual calificó como «el sitio histórico más lleno de tradiciones de que la Capital pueda ufanarse»:

Pese a que «tiene aire tradicional. [...] Los apartamientos están solitarios y abandonados, las paredes se caen ruinosas, los vidrios de las ventanas y las esculturas de las puertas han sido objeto de ventas; y, expuesto a todos los vientos, erecto en la gran altura, el Castillo decae rápidamente [...] El interior nunca llegó a concluirse, y sin embargo, tal como está, costó al gobierno español cerca de trescientos mil duros. Cuando advertimos sus poderosas condiciones militares, lo ventajoso de sus posición, fortificada por medio de murallas salientes y de parapetos que miran hacia México; y cuando vimos que, en la parte septentrional hay grandes fosos y bóvedas subterráneas capaces de guardar gran acopio de provisiones, nos dimos cuenta de que no eran quizás del todo infundados los celos y las sospechas del Gobierno, despertados por la construcción de esa fortaleza que parecía palacio veraniego.

Durante la intervención estadounidense en México en 1847, el recinto fue objeto de un asalto por parte del ejército invasor que ocasionó varios daños y la muerte de varios cadetes del ejército mexicano, al ser considerado como «el último bastión de defensa» nacional. Cabe resaltar que el sitio estaba «ligeramente fortificado» al disponer de cuatro a siete cañones colocados en «la parte más alta del cerro» y se instalaron blindajes en los dormitorios así como sacos de tierra en forma de cerco perimetral para resistir el ataque. Un total de 832 soldados y cadetes custodiaban el castillo bajo el mando del general Nicolás Bravo. Tras la derrota mexicana después de catorce horas de asedio del castillo, los estadounidenses ocuparon la Ciudad de México hasta la firma del Tratado de Guadalupe Hidalgo mediante el cual el país cedió más de la mitad de su territorio a Estados Unidos.
De acuerdo con una descripción del historiador Miguel Sánchez Lamego:

Para el año de 1847, el llamado Castillo de Chapultepec estaba constituido por una parte residencial o sea el Alcázar que comprendía una serie de locales (sala, comedor, recámaras, etc.) adosados al macizo rocoso de la meseta... También contaba con un observatorio astronómico que era una torre, la cual se hallaba situada en la cima del cerro casi al centro del espacio limitado por las construcciones del Alcázar. El Colegio Militar, edificación de dos pisos, ocupaba el costado norte de la meseta, dejando toda la parte sur de ésta para formar una Plaza de Armas, cuyo edificio comprendía diversos locales (dirección, aulas, dormitorios, etc.)

Tras una serie de remodelaciones realizadas para reparar los daños de la batalla de Chapultepec, el Colegio Militar siguió ocupando el castillo desde 1849 hasta 1858, cuando Miguel Miramón usó el palacio como residencia presidencial entre 1859 y 1860, durante la guerra de Reforma. En este período se construyeron nuevas habitaciones en el segundo piso del alcázar y la balaustrada sur. Mediante un decreto gubernamental, el Heroico Colegio Militar se instaló una vez más en el castillo entre 1861 y 1863, antes de que se suscitara la segunda intervención francesa en México. En los años 2000 se descubrió una caja del tiempo de piedra que data de 1849 y que contenía «una lista de oficiales, algunas monedas de plata y un revólver».

### Segundo Imperio Mexicano (1863-1867)
Con motivo de la segunda intervención francesa en México concretada en 1863, el presidente Benito Juárez trasladó su gobierno a San Luis Potosí después de que el ejército francés tomara la Ciudad de México. El establecimiento del Segundo Imperio Mexicano requirió, entre otras medidas, de la adopción de una monarquía hereditaria encabezada por el príncipe católico Maximiliano de Habsburgo, cuyo arribo al país aconteció en 1864.
El monarca y su esposa, la emperatriz Carlota, eligieron al castillo como su residencia, «cautivados por las hermosas vistas del valle de México que se apreciaban desde el lugar», y este adoptó el título de «Palacio Imperial de Chapultepec», referido coloquialmente como «Miravalle» en alusión al castillo de Miramar y como «Alcázar de Chapultepec». Esta decisión trajo como consecuencia una nueva etapa de remodelación del edificio en la que contribuyeron Julius Hofmann, Carl Gangolf Kaiser, Carlos Schaffer, Ramón Rodríguez Arangoiti y Eleuterio Méndez. De acuerdo con el jardinero de Maximiliano, Wilhen Knechtel: «No había una ventana completa en todo el edificio, las cerraduras habían sido arrancadas, piso que estuvo empedrado con ladrillos (...) había sido excavado y estaba lleno de huecos, las paredes se hallaban sucias y llenas de hoyos porque habían fijado palos de madera para colgar los uniformes, etcétera».
Algunas de las modificaciones realizadas en ese período incluyen la reparación de techos, pisos y ventanas, así como la producción de arcadas neoclásicas y balcones en la fachada sur —que contrastaron con la arquitectura barroca característica del sitio hasta entonces—, jardines, un pórtico central, un torreón para comunicar ambas plantas del edificio, logias con columnas de hierro, los murales denominados Las Bacantes a cargo del pintor Santiago Rebull, un par de salones de billar y de carruajes, y la rampa de acceso al castillo que habría de servir como conexión con el Paseo de la Emperatriz, construido a su vez a manera de calzada entre el palacio de Chapultepec y Bucareli. Adicionalmente, la monarquía solicitó el traslado de muebles, pianos, vajillas, óleos y gobelinos desde Europa —algunos de los cuales eran obsequios de Napoleón III— para acondicionar la residencia, así como la construcción de una terraza panorámica frente a sus habitaciones en la planta baja del castillo. El régimen de Maximiliano I llegó a su fin en 1867, con la restauración de la república por Juárez. Previo a este desenlace, el emperador ordenó el desmantelamiento de sus palacios, entre ellos el del castillo de Chapultepec, motivo por el cual se extravió una parte del mobiliario imperial del recinto.

### Porfiriato (1872-1910)
El castillo volvió a ser acondicionado como residencia presidencial a partir del mandato de Sebastián Lerdo de Tejada en 1872. Cuatro años después, durante el período del Porfiriato y con el propósito de observar el Tránsito de Venus de 1882, el ministro de fomento Vicente Riva Palacio solicitó la construcción del Observatorio Astronómico Nacional en el Caballero Alto del Alcázar de Chapultepec, cuya inauguración ocurrió el 5 de mayo de 1878. Como parte de sus adecuaciones, se construyeron garitas de vigilancia y una cúpula de vidrio y metal en la torre para albergar el telescopio principal, la cual persistió hasta principios del siglo XX. Adicionalmente ese mismo año, en la oficina telegráfica del torreón, Díaz realizó la primera transmisión telefónica experimental en México.
El observatorio operó durante cinco años en el castillo hasta su traslado a Tacubaya, y el 8 de junio de 1883 el Colegio Militar regresó por cuarta y última ocasión al recinto, cuya estancia se extendió hasta 1914. Además de albergar las oficinas del observatorio, en esta etapa el jardín superior sirvió para el resguardo de los instrumentos científicos del mismo organismo. Un par de años antes, en 1881 se inauguró el primero de tres monumentos dedicados a los combatientes de la intervención estadounidense de 1847; otro de ellos, concluido en 1924, consiste en una serie de esculturas dispuestas en el jardín poniente del castillo y de la autoría de Ignacio Asúnsolo. Cabe mencionar que si bien el presidente Manuel del Refugio González Flores —que en 1882 ocupó el castillo como residencia veraniega— dispuso que el observatorio podía mantenerse en el torreón mientras que el Colegio Militar ocupase el resto del edificio, su solicitud no repercutió en el desalojo. En su mandato, se construyó la escalera interior del castillo para comunicar la sala de recepción y el comedor con las habitaciones presidenciales en la parte superior, de manera que las «escaleras de los leones» eran destinadas a los invitados, y las del torreón y del comedor para la servidumbre. De igual manera, comenzó a usarse el salón de lectura de Maximiliano I como espacio de billar.
Al igual que González Flores, en su último período presidencial comprendido entre 1884 y 1910, Díaz y su esposa Carmen Romero Rubio usaron el palacio primeramente como su casa de verano, y a partir del 14 de abril de 1896 como su residencia principal. Cabe señalar que el Colegio Militar quedó instalado en una nueva sección poniente del palacio. Ya que una de sus intenciones era que el edificio «fuera un escaparate del progreso artístico y tecnológico de México», durante esta etapa se instalaron un par de ascensores —uno eléctrico con caja de acero y vidrio para uso interno, y otro hidráulico para comunicar el jardín con la base del cerro de Chapultepec— y una sala de boliche. También Díaz ordenó la construcción de un boudoir privado en el antiguo salón de té de Carlota, los vitrales procedentes de París que conforman la Galería de Emplomados y un pararrayos, así como la remodelación de la escalera de los leones con mármol blanco y pasamanos de latón. Cabe destacar que en 1896 se llevó también a cabo la primera exhibición cinematográfica en la sala de boliche del castillo. A su vez, el denominado Salón de Embajadores del castillo, decorado por Epitacio Calvo, sirvió para recibir a diplomáticos de otros países. A lo largo del Porfiriato, las fotografías y postales mostraban tanto al castillo como al bosque de Chapultepec como «una presencia siempre vigente del poder». En 1900, se colocó con fines decorativos una maqueta de mármol del Monumento a la Independencia, a cargo del arquitecto Antonio Rivas Mercado, en el jardín frontal del palacio.
De acuerdo con una crónica sobre la conferencia panamericana realizada en 1901 en el castillo:

Al pie de la escalera de mármol, una comisión compuesta de siete caballeros esperaba a las damas y señoritas para conducirlas hasta la terraza. El adorno floral comenzaba desde la escalinata. A los lados de los leones que la decoran, se veían plantas tropicales y frescas flores formando gracioso conjunto. Entre los albortantes de bronce que sostienen los candelabros, había paneaux de musgo que iban a rematar en espiral en lo alto de las columnas. A ambos lados de la escalinata se veían macizos de plantas y flores, y jarrones de mármol artísticamente velados por palmeras. [...] En los corredores inmediatos a los salones se observaba el mismo buen gusto del adorno floral pero en un delicioso crescendo. [...] Luces incandescentes, colocadas caprichosamente detrás de pantallas de colores, hacían resaltar de tal manera el adorno, que aquello parecía algo feérico y poblado por hadas invisibles. [...] Tanto el corredor del castillo, como las elegantes habitaciones del primer piso, fueron convertidas en salones para el té.

Poco antes del final de su régimen, en marzo de 1908 Díaz sostuvo una entrevista en el castillo con el periodista estadounidense James Creelman, y al año siguiente grabó una lectura realizada en el castillo de Chapultepec de una carta dirigida a Thomas Alva Edison para expresarle su admiración y respeto, además de reunirse en uno de los salones del edificio con el presidente estadounidense William Howard Taft a finales de ese mismo año.

### Revolución mexicana (1911-1933)
El castillo de Chapultepec continuó siendo la residencia presidencial durante la mayor parte de la Revolución mexicana y hasta 1938. Tras la renuncia de Díaz, Francisco León de la Barra y Francisco I. Madero habitaron el palacio entre 1911 y 1913; en febrero, durante la Decena Trágica, Madero realizó la denominada Marcha de la Lealtad desde el castillo hasta el Palacio Nacional acompañado de los cadetes del Colegio Militar, pese a la sublevación de algunos mandos del Ejército Mexicano. Desde entonces, anualmente se conmemora este acontecimiento a las afueras del recinto.
Por instrucción de Venustiano Carranza para que «el Alcázar fuese más visible», en 1916 se demolió el edificio al suroeste del Colegio Militar. De igual manera, se remodelaron las escaleras de leones. A su vez, Álvaro Obregón contrató a Rivas Mercado para que diseñara la fachada del Ministerio de Fomento que habría de instalarse en el área ocupada previamente por el Colegio Militar en el palacio. Esta adecuación se sumó a otras tales como las pérgolas, el espejo de agua, el monumento «La Patria agradecida a sus hijos caídos» y la fuente del Chapulín —estas últimas a cargo de Asúnsolo y Luis Albarrán, respectivamente—. Cabe resaltar que Obregón habitó el castillo desde su nombramiento como secretario de guerra y marina por Carranza, y a finales de ese mismo año nació su hijo Álvaro Obregón Tapia en las instalaciones del palacio.
A finales de 1925, se llevó a cabo un baile en el palacio para celebrar el cumpleaños de Ernestina Elías Calles Chacón, hija de Plutarco Elías Calles, mientras que en febrero de 1927 se usó el salón de embajadores para la boda de su otra hija, Natalia Elías Calles Chacón, con el empresario Carlos Herrera, durante el cual el edificio lució «profusamente iluminado y adornado con flores en los salones y terrazas». Unos meses después, tras la muerte de Natalia Chacón, cónyuge del mandatario, se realizó una ceremonia fúnebre oficial en el alcázar del castillo. Por otra parte, durante el mandato de Emilio Portes Gil, en 1929 se firmaron en la fortaleza de Chapultepec los Tratados de Paz con los que culminó la Guerra Cristera. Años después, a finales de 1932, Pascual Ortiz Rubio convocó a su gabinete al castillo para dar a conocer su renuncia como titular del poder ejecutivo, y en 1933 se colocó un mural en la escalera de los leones realizado por Eduardo Solares.

### Época contemporánea (1934-actualidad)
En 1934 Lázaro Cárdenas del Río eligió Los Pinos en vez del castillo de Chapultepec como su residencia, ya que «era muy ostentoso para que viviera ahí el Presidente de un país en plena reconstrucción, tras años de enfrentamientos generados por el movimiento revolucionario». Cuatro años después, y una vez recibido por la Secretaría de Educación Pública el plan para los trabajos de adaptación del castillo, se publicó un decreto mediante el cual se estipuló que el edificio habría de ser la sede del Museo Nacional de Historia, que abrió sus puertas al público por primera vez el 27 de septiembre de 1944. Para este fin, se habían llevado a cabo ciertas adecuaciones al recinto desde 1941. Cabe resaltar que, hasta entonces, un total de catorce mandatarios habían habitado el palacio desde el Segundo Imperio. En su inauguración estuvieron presentes Manuel Ávila Camacho, Soledad Orozco y Jaime Torres Bodet, entre otras figuras políticas. Desde entonces, el museo es administrado por el Instituto Nacional de Antropología e Historia (INAH) bajo el siguiente argumento:

Puesto que la tradición y memorias de tal sitio, desde los tiempos más remotos, lo consagran como monumento histórico por excelencia y lección objetiva de patriotismo, accesible a todas las clases sociales

Su adaptación como museo no impidió que el castillo albergara la Conferencia Interamericana sobre problemas de la Guerra y la Paz, realizada a comienzos de 1945 y que culminó con la firma del Acta de Chapultepec, la cual sirvió como precedente para el establecimiento de la Organización de Estados Americanos. En noviembre de 1960 se inauguró el Museo del Caracol en la rampa de acceso al edificio, diseñado por el arquitecto Pedro Ramírez Vázquez. En ese período los artistas Juan O'Gorman y Jorge González Camarena realizaron dos de los murales que forman parte del acervo cultural del castillo: «Retablo de la Independencia» y «La fusión de dos culturas», respectivamente. En 1962 se llevó a cabo en sus instalaciones el Congreso Internacional de Americanistas mediante el cual se acordó la construcción del Museo Nacional de Antropología.
Desde entonces el recinto, considerado como un «referente de la identidad nacional, de patriotismo y de diversidad cultural», ha tenido varias adecuaciones para aumentar su acervo cultural conformado por una amplia diversidad de objetos y documentos históricos. Por ejemplo, entre 1972 y 1974 se construyeron depósitos para conservar ciertas colecciones así como una biblioteca; entre 1998 y el año 2000 se remodeló el área del alcázar; y cuatro años después ocurrió algo similar con las salas históricas y el discurso museográfico, además de adquirirse mobiliario para la conservación del acervo del museo. Sus instalaciones son usadas también para la realización de programas académicos, conferencias, conciertos, visitas guiadas y proyecciones cinematográficas. Una parte de sus colecciones han sido trasladadas a otros museos con el paso del tiempo, como es el caso del Museo Nacional de Antropología. En 1992 se firmaron en este sitio los Acuerdos de Paz de El Salvador, mediante los cuales el gobierno de ese país y el Frente Farabundo Martí para la Liberación Nacional culminaron una guerra civil que se había prolongado por más de una década. De forma similar, entre 2011 y 2012 ocurrieron las reuniones entre el Movimiento por la Paz con Justicia y Dignidad y el presidente Felipe Calderón Hinojosa en las instalaciones del castillo, y el G20. Cabe mencionar que en 2009 el INAH produjo un recorrido virtual por el palacio de Chapultepec, que desde entonces está habilitado para el público en general.
Si bien en 2012 se tenían registros de más de 18 mil visitantes que acudían al castillo cada fin de semana, esta cifra aumentó a más de un millón de personas en promedio a lo largo de 2017. De manera similar, su colección museográfica se ha incrementado significativamente: en 1944 su inventario era de 15 mil piezas, mientras que en 2013 ya superaba los 100 mil objetos. Anualmente se llevan a cabo más de un centenar de conciertos y eventos culturales en el castillo, y con el transcurso del tiempo ha sido elegido para el rodaje de películas y telenovelas como El bolero de Raquel (1957) y Romeo + Juliet (1996), además de ser referido en otros medios como el videojuego Tom Clancy's Ghost Recon Advanced Warfighter (2006) y obras literarias.

## Arquitectura
| |
| Planta baja: 1: Las revoluciones 2: La era constitucional 3: Sala Siqueiros 4: Hacia la modernidad 5: La joven nación (1821-1867) 6: Patio de escudos 7: Las huellas de Miguel Hidalgo 8: El visitador del rey 9: Dos continentes aislados 10: La iglesia en tiempos de los Borbones 11: La edad de la razón 12: El juego de los intercambios 13: Sala de carruajes 14: Sala introductoria 15: Sala de lectura 16: Sala de juegos 17: Salón fumador 18: Salón comedor 19: Antecomedor 20: Elevador Porfirio Díaz 21: Escalera púrpura 22: Salón de música 23: Salón de té 24: Recámara de Carlota 25: Baño de Carlota 26: Sala de estar 27: Sala de acuerdos 28: Antesala de acuerdos 29: Escalera de leones 30: Sala de la batalla de Chapultepec 31: Fuente del Chapulín 32: Biblioteca |

| |
| Planta alta: 1: Auditorio 2: Terraza sur 3: Exposiciones temporales 4: Terraza del pórtico 5: Sala de virreyes 6: Sala de malaquitas 7: Jardín de alcázar 8: El caballero alto 9: Escalera de leones 10: Terrazas del alcázar 11: Recámara de Porfirio Díaz 12: Recámara de Carmen Romero 13: Escalera púrpura 14: Salón de embajadores 15: Despacho del presidente 16: Sala de emplomados |

El castillo de Chapultepec ocupa una superficie de 11.8 hectáreas, y está ubicado a 2325 m s. n. m., en la primera sección del bosque de Chapultepec, en la Ciudad de México. Posee un diseño mayormente de estilo barroco y neoclásico.
A partir de su elección como sede del Museo Nacional de Historia, se encuentra dividido en tres áreas: el recinto central y el alcázar, en la primera planta; y el área de exposiciones temporales en la parte superior. En total, contiene 34 salas de exposiciones tanto permanentes como temporales en las cuales se recrean acontecimientos históricos del país.
Su estructura ha tenido varias reconstrucciones y adaptaciones con el transcurso del tiempo, especialmente tras su invasión por el ejército estadounidense en 1847, y su uso primero como residencia imperial por Maximiliano y Carlota, y luego por el presidente Díaz —período en el que surgió el alcázar contemporáneo—. Asimismo se han realizado ciertas adecuaciones para albergar las distintas colecciones artísticas del museo —hasta principios de los años 2000 existían «una gran cantidad de puertas y ventanas y pocos muros aprovechables»—, que incluyen la sustitución de la red eléctrica que abastecía al edificio a finales de los años 1970. Los servicios de mantenimiento son licitados a distintos proveedores por el Instituto Nacional de Antropología e Historia.
El palacio, referido indistintamente como «castillo» y «alcázar», es considerado como «un referente de la historia de México además de un espacio emblemático del paisaje de la capital del país». Desde una percepción museográfica, el alcázar tiene como propósito conservar «el sentido residencial que le otorgaron los gobernantes: sus recámaras y salones recrean ambientaciones de época que remiten a la vida cotidiana de quienes aquí vivieron», razón por la que su distribución de mobiliario obedece a una «en donde la colección no corriera riesgo alguno y a su vez permitiera la libre circulación del visitante».

### Recinto central
Durante el virreinato de la Nueva España, el castillo era «un edificio alargado que contenía diferentes alturas en su volumetría; desde la parte occidente de un solo nivel, al centro dos niveles y el segundo nivel se extendía como jardín elevado de un solo nivel en la parte superior al extremo poniente de la cúspide del cerro, con vista hacia el valle de México». Algunas de sus principales características eran que estaba rodeado de amplios muros de cimentación construidos de andesita proveniente del cerro de Chapultepec, y carecía de patios «por lo que todas sus ventanas miraban al exterior».
Durante la transición imperial, y de acuerdo con la visión de Maximiliano de «trasladar el diseño arquitectónico y decorativo de Miramar» al de «Miravalle», se llevaron a cabo adecuaciones significativas al recinto inspiradas en el estilo rundbogenstil con ayuda de los ingenieros Ramón Rodríguez Arangoiti y Eleuterio Méndez, y los arquitectos austríacos Julius Hoffman y Karl G. Kaiser, que resultaron en la construcción de la arcada principal —influenciada por el neoclásico parisino— y la ampliación tanto del sótano como de la rampa de acceso al castillo con su respectivo alumbrado. La decoración interior estuvo a cargo del pintor mexicano Santiago Rebull, y entre sus contribuciones al proyecto están las pinturas de las Bacantes y los frescos pompeyanos, así como los artesonados en los techos del castillo. Los arcos centrales poseen mascarones en relieve de conquistadores como Alejandro Magno, Julio César, Napoleón Bonaparte y Federico II el Grande. En conjunto, estas labores permitieron que la simetría del edificio se asemejara a la de los recintos burgueses europeos de esa época. De forma descriptiva, «la parte noreste del castillo tendría una de las mejores posiciones de orientación, incluyendo una ventana que recordaría al camarote de la fragata Novara».
Si bien el acceso principal al castillo es a través de un pórtico de pilastras que soportan el balcón central, existe una entrada alternativa en los jardines del alcázar inferior aunque su acceso está restringido al público en general. La simbólica escalera de leones, construida en 1878 con un diseño estilo Imperio y destinada a la recepción de los invitados de los presidentes, se remodeló en 1915 durante el mandato de Carranza. Está fabricada con mármol blanco y sus pasamanos están fabricados con latón, mientras que sus esculturas de leones constituyen una réplica de las que se encuentran en el mausoleo del papa Clemente XIII. Cabe agregar que al subir las escaleras se encuentran unos vitrales con el escudo nacional. Antes de su remodelación, este acceso conducía directamente a los jardines del alcázar.
Carranza ordenó la demolición de la mayor parte del edificio que había servido hasta entonces como sede del Colegio Militar —que incluía el cuerpo de guardia, la sala de armas, el refertorio y los dormitorios— con el propósito de ampliar las habitaciones presidenciales. Cabe mencionar que originalmente se pretendía colocar un monumento a los Niños Héroes en la terraza resultante, diseñada por Luis MacGregor, que al final acabó siendo el monumento a la Madre Patria. Asimismo, en esa época existían una exedra y una orangerie en el actual jardín de pérgolas, al cual podía accederse a través de una rampa; además de ciertos detalles arquitectónicos como unas serpientes de balaustrada y una serie de mascarones en el balcón central. Cabe mencionar que en el siglo XVIII se instaló una reja al costado del jardín de pérgolas procedente de la iglesia de San Juan de la Penitencia. En esa etapa, el castillo tenía una viguería que databa de la época virreinal y que se sustituyó con losetas de concreto, al igual que los pisos de barro del recinto central. Otras modificaciones adicionales incluyeron la remoción de entrepisos y el reemplazo de plafones por trabes de concreto armado. En adición a lo anterior, se colocaron domos de medio cañón corrido en los patios interiores tras retirarse la techumbre de lámina y marcolita que persistía desde entonces.
Desde sus adecuaciones como museo —en cuyo diseño estuvo parcialmente involucrado Antonio Rivas Mercado—, el edificio posee una distribución de una docena de salas en su piso inferior, en las cuales se exponen la historia de México desde la época virreinal hasta la Revolución mexicana. Se recurrió a un «truco cromático visual» consistente en pintar los techos y tuberías de tonos oscuros para ocultarlos de la vista del público durante sus visitas, de forma similar
a la incorporación de recursos gráficos y cromáticos con la intención de servir como «herramienta de apoyo para el visitante en su recorrido». Estos cambios, acentuados en los años 2000 durante un proceso de reconstrucción integral, incluyeron la instalación de un triple sistema de iluminación —uno general de sala, otro de emergencia y uno más para las vitrinas de las obras artísticas— de acuerdo con las necesidades del museo, aunque en ciertos sectores del castillo se opta por una iluminación natural gracias a las diversas ventanas del lugar; la colocación de un canalón perimetral para el desalojo de aguas pluviales que solventó la problemática de humedad que deterioraba la estructura de vigas metálicas del edificio; la restauración de pisos, puertas y marcos con madera de encino americano, cedro, caoba y maple; y la renovación de los acabados de los muros. En esta etapa se encontraron vestigios arquitectónicos de la cultura teotihuacana en los alrededores de la superficie del castillo.
El techo de la sala introductoria posee decorado de yesería estilo modernista caracterizado por figuras alusivas a vegetales. Si bien la sala de carruajes sirve de acceso al alcázar, anteriormente cumplió una variedad de funciones como caballeriza, cochera y salón de carruajes imperiales. Otras habitaciones del recinto central incluyen los salones de lecturas y de juegos; el primero era usado por Maximiliano para leer y redactar decretos, mientras que la habitación de juegos, con la excepción de la etapa en la que el recinto albergó al observatorio astronómico nacional, sirvió como sitio de «esparcimiento y diversión» para sus residentes, que lo utilizaban para jugar boliche, billar, naipes y ajedrez. Eventualmente, durante la presidencia de González, se dispuso de la sala para fumar en donde se reunían para «discutir las cuestiones que ocupaban las mentes de los invitados». Era frecuentada habitualmente por varones que consumían tabaco en forma de rapé. El comedor, introducido en 1880, posee acabados de cedro, caoba, metal y mármol en sus aparadores y chimenea, los cuales fueron realizados por los artistas Pedro Téllez Toledo y Epitacio Calvo. Su chimenea incorpora un par de cariátides con elementos representativos de la agricultura en México. Otras habitaciones del recinto incluyen un patio de escudos, una tienda, la sala de máquinas, las oficinas administrativas y la casa de guardias. Frente al castillo, al exterior, se edificó en 1972 una biblioteca especializada en museografía, historia, numismática y pintura.

### Alcázar
La mayoría de las salas del alcázar constituyen arreglos escenográficos de las habitaciones originales utilizadas por el imperio mexicano, como es el caso de la recámara de Carlota, con la premisa de «ambientar los espacios para ejemplificar cómo estaban decoradas las habitaciones según las costumbres de la época y no representan ni los objetos ni la distribución original de las habitaciones».
Anteriormente se encontraba instalada la cocina en el sótano del edificio, y el personal operativo se encargaba de trasladar los alimentos al primer piso del alcázar mediante una escalera de caracol y un montacargas ubicados al costado del antecomedor. La Compañía Mexicana de Gas y Luz instaló en 1900 un elevador eléctrico, que se preserva desde entonces en el edificio, para comunicar al comedor tanto con el sótano como con la planta superior y la azotea. El personal operativo debía usar tanto las escaleras del torreón sureste como unas ubicadas detrás del comedor para trasladarse a lo largo del palacio. En la época contemporánea, el ingreso al sótano se realiza por medio del elevador, y este espacio es utilizado como depósito de colecciones artísticas y mobiliario, así como taller de producción y restauración museográfica. Igualmente contiene cisternas y covachas, así como el comedor de los empleados.
La recámara de Carlota posee una decoración francesa de estilo boulle, caracterizada por las incrustaciones de latón, carey y bronce tipo rococó. Cabe resaltar que este espacio se incorporó al castillo entre 1880 y 1884, tras ser adquirido por el presidente González con la creencia de que era la habitación auténtica de la emperatriz. A su vez, Carlota contaba con un gabinete de servicio en el que se halla una tina de mármol de una sola pieza fabricada por Atilio Tangassi. Durante la presidencia de González se usó esta área como tocador y se instalaron mosaicos decorativos.
Con una decoración similar, el salón de música o también conocido como «salón de los gobelinos» está fabricado con madero de avellano y contiene piezas de gobelino en las cuales se muestran fábulas de Jean de La Fontaine, además de un par de pianos, y plafones decorativos de pan de oro. Carlota usó el salón de té como despacho particular, aunque Díaz lo empleó más tarde como boudoir. En su interior se incluyen esculturas de faunos y bacantes realizadas por Claude Michel. Tanto la sala como la antesala de acuerdos eran usadas como sitios de reunión del presidente con su gabinete para discutir y resolver asuntos públicos, aunque durante el mandato de Díaz la antesala albergó la habitación telefónica del castillo.

### Recinto superior
En la planta alta del castillo se disponen varias salas de exposiciones históricas temporales, así como la sala de virreyes, el salón de embajadores, un auditorio, una sala de juntas, un área de servicios, un depósito de colecciones y un par de terrazas. En una de ellas, la terraza sur, se encuentra una fuente de bronce con forma de chapulín creada en 1924 por Luis Albarrán, así como las pérgolas y un espejo de agua. Cabe señalar que las terrazas poseen un diseño arquitectónico clásico a base de hierro colado con detalles románticos.
En el alcázar superior se encuentran a su vez las recámaras de Díaz y Romero, así como un jardín, un patio y una terraza. Históricamente, los mandatarios tenían sus habitaciones particulares en este piso, lo cual llevó a la creación de la escalera interior o «púrpura» en los años 1880 para facilitar el traslado hacia el área de recepción y el comedor en el recinto inferior. Cabe mencionar que el jardín es una representación del que Maximiliano mandó construir para que su esposa «disfrutara el perfume de las flores y el vuelo de los colibríes». Está bordeado por corredores con techos ligeros sostenidos sobre delgadas columnas de hierro.
El torreón, denominado «el Caballero Alto», se construyó a principios de los años 1840. Su modificación más notable ocurrió en 1877 durante las obras de adaptación para el observatorio astronómico, cuando se le instaló una cúpula de metal y vidrio que perduró hasta principios del siglo XX. Por otra parte, la galería de emplomados se caracteriza por la vidriera construida en Francia durante el Porfiriato con la intención de «proteger el corredor, de la entonces residencia presidencial, de las corrientes de aire» provenientes de los jardines del alcázar. Su vitral muestra las versiones personificadas de las diosas romanas Pomona, Flora, Hebe y Ceres.
El salón de embajadores era el espacio utilizado para la recepción de los invitados de Díaz y se destaca por la presencia de elementos arquitectónicos barrocos y neoclásicos, encargados por el entonces presidente a Calvo. Las columnas están recubiertas de yeso y las cornisas contienen medallones con el emblema de la República Mexicana característico de este período histórico. Asimismo, la chimenea de esta habitación posee un diseño estilo Luis XVI.

## Galería

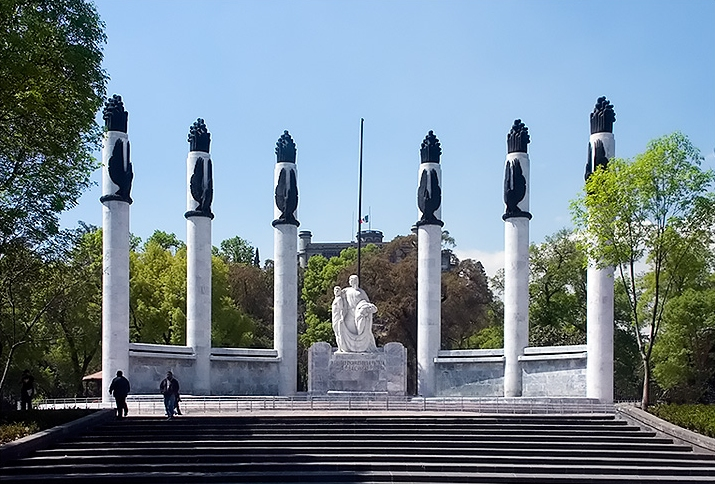
El Altar a la Patria, en honor a los Niños Héroes, se ubica al pie del Castillo de Chapultepec, que se aprecia en el fondo.
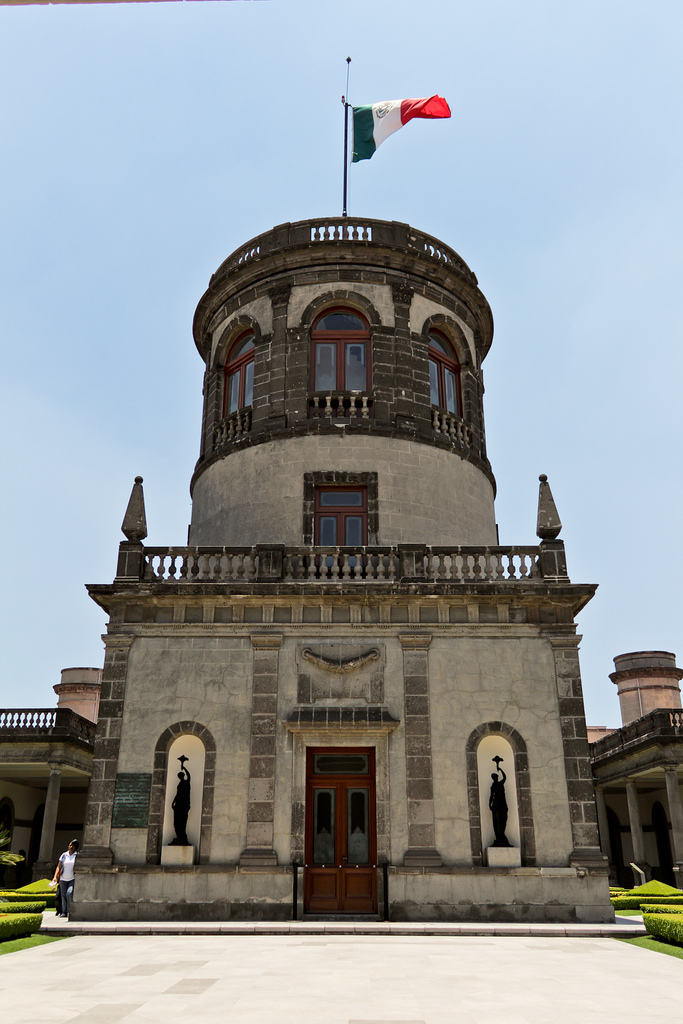
Vista de la torre del castillo.
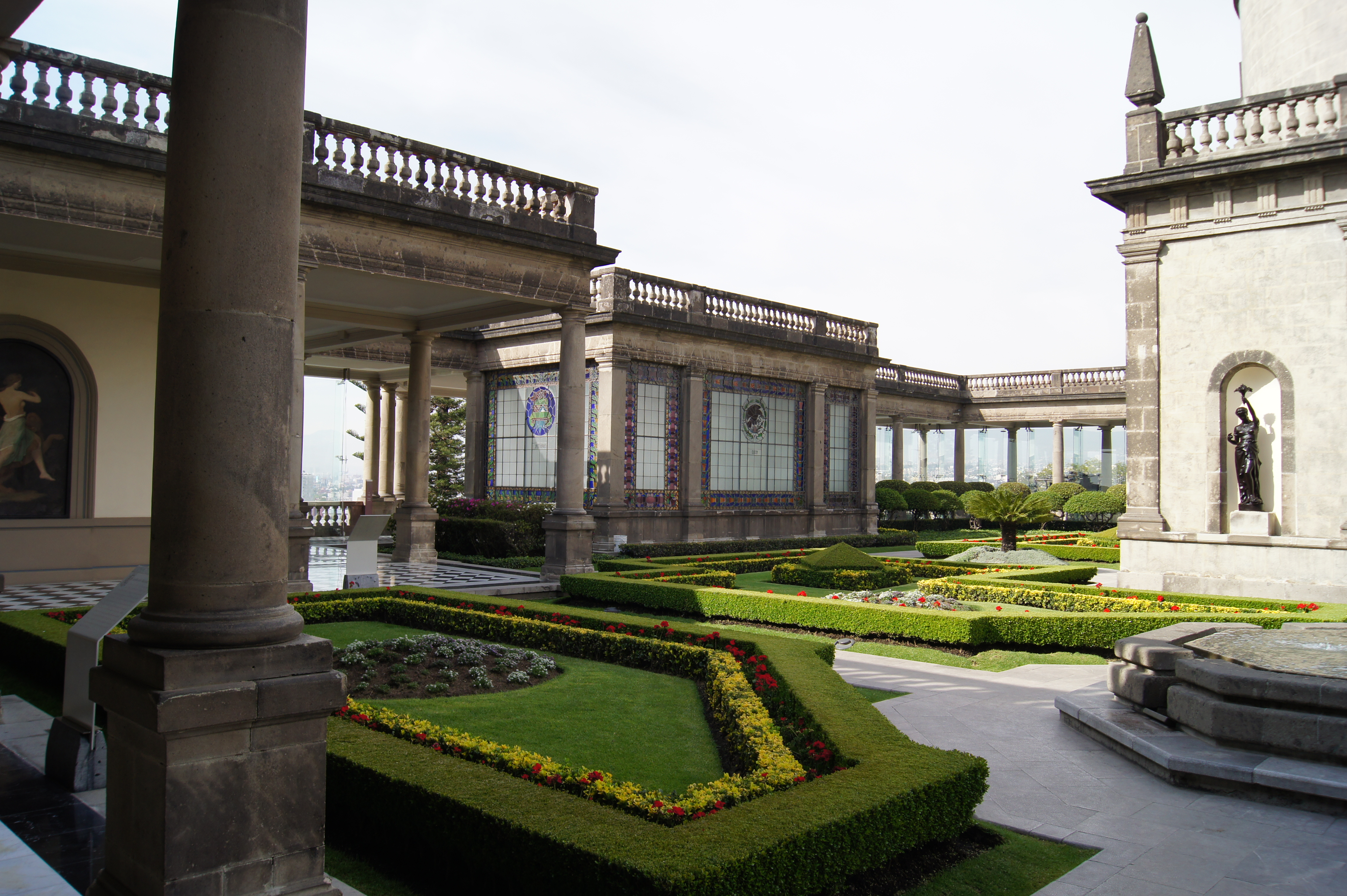
Vista de los jardines del Castillo de Chapultepec.
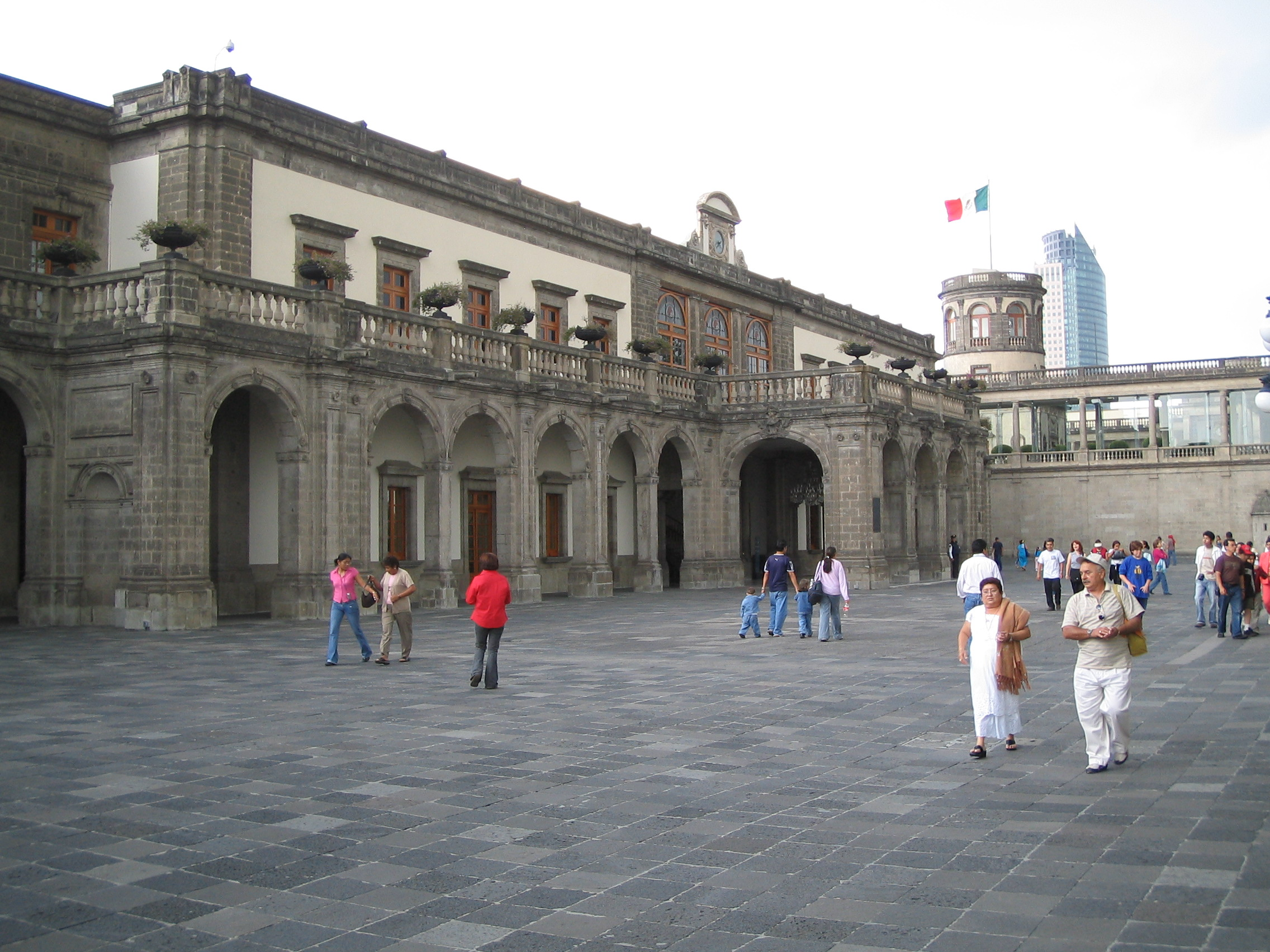
Entrada del castillo.
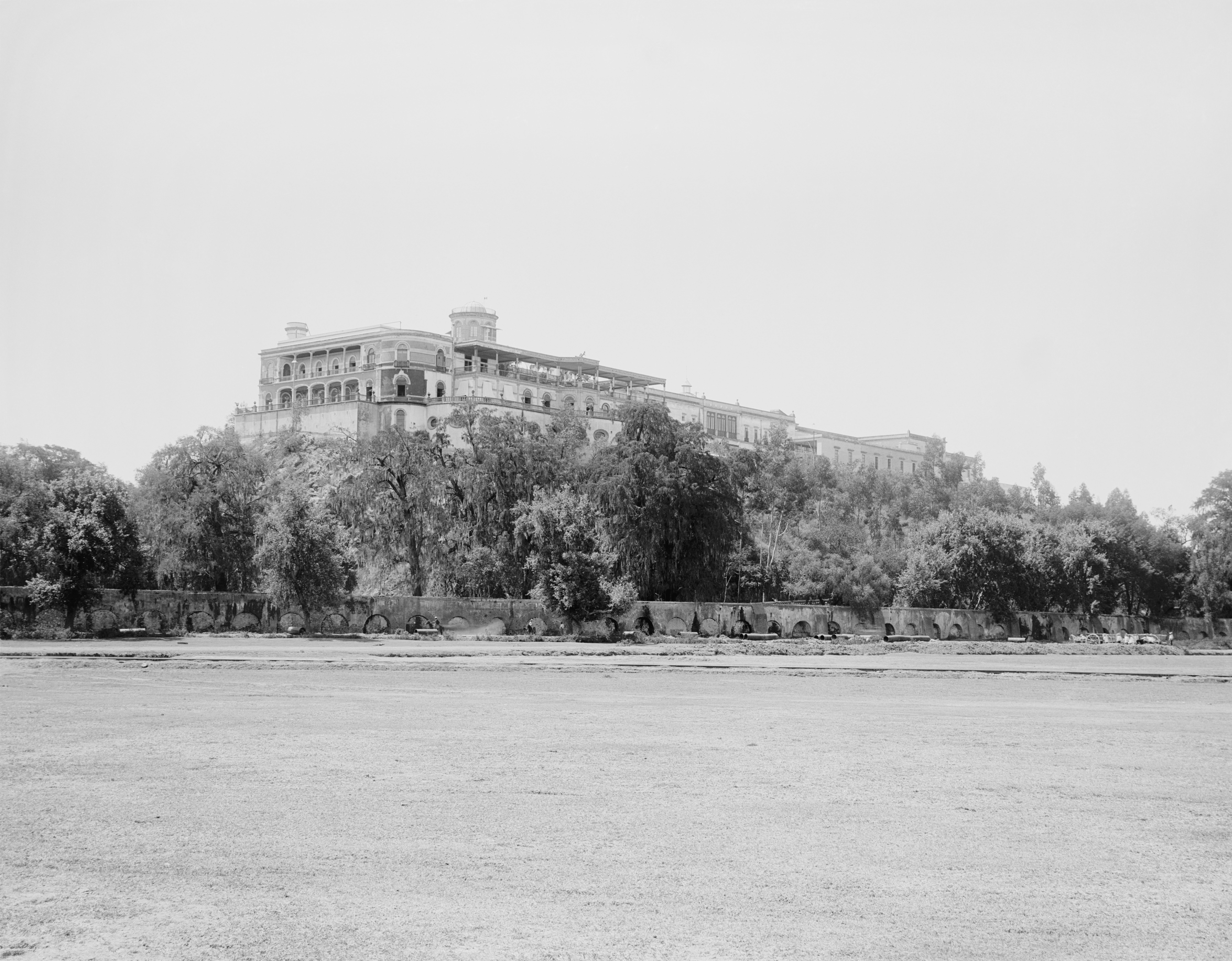
El castillo en 1880.